# Verde Janus B
Verde Janus B é um corante básico usado em histologia e para colorir mitocôndrias supravitalmente. 
Possui fórmula molecular C30H31N6Cl e é quimicamente o cloreto de dietilsafraninazodimetilanilina.
Sua estrutura SMILES é  CCN(CC)c1ccc2cc3ccc(cc3n(Cl)(c4ccccc4)c2c1)/N=N/c5ccc(cc5)N(C)C.
O indicador verde Janus B muda de coloração de acordo com a quantidade de oxigênio presente.

Em presença de oxigênio -	O indicador oxida-se a cor azul 

Na ausência de oxigênio - O indicador reduz-se a cor rosa